# Juan Antonio Ruiz Román (ganadería)
Juan Antonio Ruiz Román es el nombre de una ganadería de toros bravos española propiedad del torero del mismo nombre, Juan Antonio Ruiz Espartaco, creada en 1987, y que pertenece a la Unión de Criadores de Toros de Lidia. Los toros de este hierro pastan en las fincas de Majavieja y Cerroporras, situadas dentro del término municipal de Constantina (Sevilla). 
La ganadería obtuvo su antigüedad, tras lidiar un encierro completo en la Plaza de toros de las Ventas, el 29 de abril de 1993 con una novillada dentro de la Feria de San Isidro de ese año y que lidiaron los diestros Jesús Romero, Pepín Liria y Juan José Trujillo. Los toros de la ganadería están marcados con una señal en forma de muesca en la oreja izquierda y rasgada en la derecha, luciendo durante su lidia una divisa de color verde y oro.

## Historia de la ganadería
El origen de la ganadería de Juan Antonio Ruiz Román se remonta a 1987 cuando el torero sevillano realiza la compra de la explotación ganadera al empresario Juan Jiménez Alarcón. El origen de las reses de la ganadería primitiva, anunciada como Guadaira, era de procedencia Núñez y entrecruzada con otro tipo de encastes. Desde la adquisición realizada por Espartaco se empieza a eliminar, progresivamente, todo el ganado anterior e iniciar la ganadería con lotes de toros procedentes de hierros destacados en ese momento como Torrestrella o Los Guateles, ganadería en propiedad de Miguel Báez El Litri, a quien compra un lote muy importante de hembras, machos y sementales, constituyendo la parte fundamental de su ganado.

### Características
Las características del toro de la ganadería de Juan Antonio Ruiz Román están determinadas por el origen genético de sus toros, procedentes de la Casta Vistahermosa por la línea del encaste de Juan Pedro Domecq. Por esta razón, y según la legislación española, se pueden considerar como elementos raciales propios las siguientes características:
- Son entre elipométricos y eumétricos, más bien brevilíneos con perfiles rectos o subconvexos.
- Bajos de agujas, finos de piel y de proporciones armónicas.
- Bien encornados, con desarrollo medio, y astifinos, pudiendo presentar encornaduras en gancho.
- El cuello es largo y descolgado, el morrillo bien desarrollado y la papada tiene un grado de desarrollo discreto.
- La línea dorso-lumbar es recta o ligeramente ensillada. La grupa es, con frecuencia, angulosa y poco desarrollada y las extremidades cortas, sobre todo las manos, de radios óseos finos.
- Sus pintas son negras, coloradas, castañas, tostadas y, ocasionalmente, jaboneras y ensabanadas, estas últimas por influencia de la casta Vazqueña.
- Entre los accidentales destaca la presencia del listón, chorreado, jirón, salpicado, burraco, gargantillo, ojo de perdiz, bociblanco y albardado, entre otros.

### Toros y novillos indultados
| Nombre    | Número | Capa  | Peso | Fecha      | Plaza de toros       | Torero        | Ref.  |
| --------- | ------ | ----- | ---- | ---------- | -------------------- | ------------- | ----- |
| Ganchero  | 21     | Negro | 516  | 16-05-1993 | Jerez de la Frontera | Enrique Ponce | [ 5 ] |
| Zoletillo | 17     | Negro | -    | 05-07-2011 | Murcia               | Espartaco     | [ 6 ] |